# Hadrien Yeki Bampembe
Hadrien Yeki Bampembe est un avocat et homme politique de la République démocratique du Congo. Il est le 1er Vice-président national et Président national par intérim du Parti de l'alliance nationale pour l'unité.
Il est originaire de Oshwe, dans le Bandundu.
Il a été nommé Ministre de l’Agriculture dans le Gouvernement du Premier ministre Léon Kengo wa Dondo en décembre 1996.
Il fut membre des Forces Politiques du Conclave et du Parti démocrate et social chrétien (PDSC) avant de rejoindre le Parti de l'alliance nationale pour l'unité en 2004.